# Мараногли, Евгений Даутович
Евгений Даутович Мараногли (25 октября 1951, Братск, Иркутская область — 18 мая 2013 года, Дзержинский, Московская область) — российский клоун и дрессировщик, заслуженный артист Российской Федерации.

## Биография
Окончил Иркутское театральное училище в 1978 году, четыре года провёл в театре. В амплуа клоуна работал сначала в цирке Новосибирска, затем в Москве (Цирк на Вернадского) и Санкт-Петербурге. Владел пантомимой, клоунскими номерами, дрессировал собак и кошек. Выступал в Таиланде, Японии, Аргентине, Франции, много гастролировал с репризами в России и за рубежом.
15 апреля 2002 года ему Указом президента № 390 от 15.04.2002 было присвоено почётное звание «Заслуженный артист Российской Федерации». В 2011 году был членом жюри III Международного конкурса-фестиваля эстрадного творчества «Содружество талантов» в Казани.
Партнёрами Евгения Мараногли на сцене в разное время были Людмила Мараногли (супруга) и Юрий Лето.

### Убийство
Был зарезан при ограблении собственной квартиры. Убийцу, своего сожителя, по данным прокуратуры, впустила внутрь во время застолья знакомая артиста, приглашённая им домой. Панихида прошла в Большом Московском цирке, где Евгений Даутович работал с 2012 года.